# Медаль «За побег из плена» (Франция)
Медаль «За побег из плена (фр. Médaille des évadés) — французская медаль, учреждённая в 1870 году для награждения граждан, совершивших побег из вражеского плена, либо с оккупированных неприятелем территорий.

## История
Медаль была создана по запросу нескольких ассоциаций беглецов, в том числе их "Национального союза" (фр. Union nationale des évadés de guerre), UNEG. Внесённый депутатом Национального собрания Леоном Дельсаром проект привёл к принятию соответствующего закона 20 августа 1926 года. Более поздний указ (от 2 октября 1926 года) определял внешний вид знака и его ленты.
Позже награждение этой медалью было распространено и на участников Второй мировой войны (указ от 7 января 1944 года). Её присуждение было прекращено в 1968 году, а в 1992 году возобновлено, но лишь за побеги, совершённые во время Второй мировой войны.

## Критерии награждения
Награждению медалью в различные периоды подлежали кроме военнослужащих также и некоторые категории гражданских лиц.
- Франко-прусская война 1870-1871 гг.:
  - военнослужащие, совершившие побег из плена во время боевых действий.
- Первая мировая войну :
  - Военнослужащие, совершившие побег из плена во время боевых действий.
  - Жители Эльзаса и Лотарингии, в период между 2 августа 1914 года и 1 ноября 1918 года, дезертировавшие из рядов вооружённых сил Германской империи.
  - Гражданские лица, интернированные в Германии и жители оккупированных регионов, пересёкшие линию фронта и предоставившие себя в распоряжение французских военных властей.
- Зарубежные театры военных действий (Французский Левант в 1918-1919 годах;; Ближний Восток с 1918 по 1920 год; Марокко в 1918 году; Французская Экваториальная Африка в 1919 году; Французская Западная Африка в 1918-1921 годах; Рифская война, с 1921 по 1926 годы)
  - Военнослужащие, совершившие побег из плена во время боевых действий.
- Вторая мировая война (период между 2 сентября 1939 г. и 15 августа 1945 г.) :
  - Лица, способные подтвердить успешный побег из лагеря для военнопленных или лагеря для интернированных за действия в Сопротивлении с вражеской или оккупированной территории, связанный с тайным переходом линии фронта или таможенной границы.
  - Лица, способные подтвердить две попытки побега, за которыми последовали дисциплинарные взыскания, или одну попытку, за которую беглец был переведен в концентрационный или депортационный лагерь.
  - Жители Эльзаса и Лотарингии, принудительно призванные в ряды немецкой армии, и после побега вступившие в ряды Сопротивления, или войск Союзников.
  - Жители Эльзаса и Лотарингии, покинувшие свои провинции, чтобы сражаться с врагом.

## Описание награды
- Медаль: имеет форму круга диаметром 30 мм, изготовлена из бронзы. На лицевой стороне рельефное погрудное изображение аллегорической фигуры Французской Республики — Марианны в венке из дубовых листьев; на оборотной стороне — надпись Médaille des évadés, обрамлённая венком из дубовых листьев. Эскиз работы гравёра Альфея Дюбуа[2]
- Лента: зелёная шириной 36 мм, с тремя полосами оранжевого цвета, ширина средней 7 мм, остальных — 2 мм.
- Дополнительные награды: награждённым за Первую мировую войну медалью «За побег из плена» также вручались Военный крест (Франция) обр. 1914-1918 или он же в варианте Креста иностранных театров военных действий. На участников Второй мировой войны подобная практика распространялась лишь в исключительных случаях.

## Коллективная награда
Медалью был награждена единственная воинская часть — 2-й драгунский полк. Этот полк входил в состав армии перемирия правительства Виши и после оккупации южной части территории Франции немецкими войсками почти полностью передислоцировался в Северную Африку, где присоединился к частям «Сражающейся Франции».

## Известные награждённые
- генерал Шарль де Голль
- генерал Филипп Леклерк,
- генерал Мари-Пьер Кёниг,
- генерал Марсель Бижар
- генерал Жан де Латр де Тассиньи,
- подполковник Иностранного легиона князь Димитрий Амилахвари.
- генерал Пьер Бийот

## Интересные факты
- Жозеф Вейсманн, переживший облаву «Вель д’Ив», был награжден медалью в 2014 году, хотя он не соответствовал критериям, изложенным в указе 1959 года.[3] В возрасте 11 лет Вейсманн сбежал из пересыльного лагеря Бон-ла-Роланд, где французские власти интернировали евреев, которые должны были быть отправлены в концлагерь Аушвитц. Вейсман подавал заявку на получение медали в течение примерно 15 лет, прежде чем французское правительство, наконец, вручило её.[3][4]
- Упоминавшийся выше союз UNEG до своего роспуска в 2004 году, учредил в 1960 году аналогичную награду (фр. Médaille des Passeurs) для лиц, содействовавшим в побегах, не носившей, однако, статуса государственной.

## См.также
- Награды Франции
- Медаль «За побег из плена» (Бельгия)
- Плен
- Лагерь для военнопленных